# Лау Вайхин, Эмили
Эмили Лау Вайхин (род. 21 января 1952 года) — гонконгский политик и журналистка.
Стала первой женщиной, избранной в Законодательный совет Гонконга на выборах 1991 года. В течение 1990-х и 2000-х годов Эмили Лау занимала должность советника по законодательным вопросам в отношении новых территорий Востока, пока не ушла в отставку в 2016 году. Также была председателем Демократической партии Китая.

## Краткая биография
Лау родилась 21 января 1952 года. В 1948 году во время гражданской войны в Китае её семья переехала в Гонконг из провинции Гуандун. В 1962 году родители перевели Эмили в новую школу «Сестер Мэринотл» в Хэппи-Вэлли, где она проучилась до 1972 года. Английское имя Эмили, г-жа Лау получила в период обучения в начальной школе благодаря своей тете.
С 1973 по 1976 год Лау изучала журналистику в Университете Южной Калифорнии (США) в области широковещательных технологий. Участвовала в организации Уотергейтского скандала и оказала, в целом, существенное влияние на саму технологию журналистских расследований, утвердив, тем самым, потенциал прессы.

## Журналистская карьера
Вернувшись в Гонконг, с 1976 по 1978 год Лау работала репортером газеты «Южно-Китайская утренняя почта» - это наиболее крупная англоязычная газета в Гонконге. Затем перешла в телевизионную журналистику, присоединившись к TVB. В 1981 году заняла должность старшего продюсера.
В 1982 году получила магистратуру в Лондонской школе экономики и международных отношений. Затем, с 1982 по 1984 год, продолжая работать лондонским корреспондентом в Гонконге на TVB News, параллельно вела карьеру на Би-би-си, в должности помощника продюсера.
В 1984 году Эмили Лау вернулась в Гонконг и заняла должность местного корреспондента журнала «Дальневосточное экономическое обозрение». Это позволило ей глубже вникнуть в специфику политической структуры Гонконга. Впоследствии, в 1987 году Лау заняла пост специалиста по журналистике и коммуникации Китайского университета в Гонконге (CUHK).
В декабре 1984 года, когда премьер-министр Великобритании Маргарет Тэтчер прилетала в Гонконг для подписания китайско-британской декларации, Лау приняла участие в её пресс-конференции. Лау Вайхин задала Тэтчер следующий вопрос: «Госпожа премьер-министр, два дня назад вы подписали соглашение с Китаем, передав, тем самым, более 5 миллионов человек в руки коммунистической диктатуры. Есть ли этому моральное оправдание или же высшая форма морали в международной политике — это собственные национальные интересы?» Тэтчер ответила, что соглашение вызвало единогласное одобрение в Гонконге, за исключением одной лишь Лау Вайхин.
С середины 80-х Лау была членом исполнительного комитета Ассоциации журналистов Гонконга, на должности заместителя председателя, а в период с 1989 по 1991 на должности непосредственного председателя ассоциации.